# Franklin (prénom)
- Pour l'ensemble des articles sur les personnes portant ce prénom, consulter :
  - la liste des articles dont le titre commence par ce prénom
  - les listes produites par Wikidata : Liste des personnes de prénom « Franklin » — même liste en incluant les éventuels prénoms composés qui contiennent « Franklin ».

Franklin est un prénom masculin.

## Étymologie
Franklin provient du moyen anglais franklen, frankeleyn, francoleyn, qui désigne à l'origine un propriétaire terrien libre sans être d'ascendance noble. Son équivalent anglo-normand est fraunclein. La classe sociale des franklins, qui se distingue des serfs, disparaît avec la fin du féodalisme.

## Prénom
- Franklin Adreon (1902-1979), producteur et acteur américain
- Franklin Albert Jones (1939-2008), leader d'un nouveau mouvement religieux américain
- Franklin Anzité (né en 1985), footballeur franco-centrafricain
- Franklin Agustín Salas (né en 1981), footballeur équatorien
- Franklin April (1984-2015), footballeur namibien
- Franklin Azzi (né en 1975), architecte français
- Franklin Bandy (1914-1987), écrivain américain, auteur de romans policiers
- Franklin Buchanan (1800-1874), officier américain et amiral de la Confédération américaine
- Franklin Boukaka (1940-1972), chanteur et guitariste congolais
- Franklin C. Sibert (1891-1980), général américain
- Franklin Carmichael (1890-1945), artiste canadien
- Franklin Clarence Mars (1883-1934), homme d'affaires américain
- Franklin Coen (1912-1990), scénariste américain
- Franklin Cover (1928-2006), acteur américain
- Franklin Delano Roosevelt (1882-1945), 32e président des États-Unis
- Franklin Delano Roosevelt Jr. (1914-1988), homme politique américain
- Franklin Dyall (1874-1950), producteur et réalisateur britannique
- Franklin E. Milton (1907-1985), ingénieur de son américain
- Franklin Edson (1832-1904), homme politique américain et maire de New York
- Franklin Edwards (né en 1959), joueur américain de basket-ball
- Franklin Farrell (1908-2003), joueur américain de hockey sur glace
- Franklin Hansen (1897-1982), ingénieur de son américain
- Franklin Gardner (1823-1873), général Confédération américaine
- Franklin Gutiérrez (né en 1983), joueur de baseball vénézuélien
- Franklin Hobbs (né en 1947), rameur d'aviron américain
- Franklin Jacobs (né en 1957), athlète américain
- Franklin Knight Lane (1864-1921), homme politique américano-canadien
- Franklin Leonard, cadre de cinéma américain
- Franklin Leonard Pope (1840-1895), ingénieur et explorateur américain
- Franklin López (né en 1982), footballeur nicaraguayen
- Franklin Lorenzo Burns (1869-1946), ornithologue américain
- Franklin Lucena (né en 1981), footballeur vénézuélien
- Franklin Morales (né en 1986), joueur vénézuélien de baseball
- Franklin Morris Howarth (1864-1908), auteur de bandes dessinées et illustrateur américain
- Franklin Nazareno (né en 1987), athlète équatorien
- Franklin Pangborn (1889-1958), acteur américain
- Franklin Pierce (1804-1869), 14e président des États-Unis
- Franklin R. Chang-Diaz (né en 1950), physicien et astronaute costaricien-américain
- Franklin Raúl Chacón (né en 1979), coureur cycliste vénézuélien
- Franklin Rosemont (1943-2009), écrivain et dessinateur américain
- Franklin Schaffner (1920-1989), réalisateur et producteur américain
- Franklin Sousley (1925-1945), militaire américain, participant à Iwo Jima
- Franklin Standard (né en 1949), joueur cubain de basket-ball
- Franklin Stewart Harris (1884-1960), universitaire et scientifique américain
- Franklin Sumner Earle (1856-1929), botaniste et agronome américain
- Franklin Van Valkenburgh (1888-1941), commandant américain, tué durant l'attaque de Pearl Harbor
- Franklin Virgüez (né en 1953), acteur vénézuélien
- Franklin Wesley Held (né en 1927), athlète américain

## Deuxième prénom
- Edward Franklin Frazier (1894-1962), sociologue américain
- John Franklin Alexander Strong (1856-1929), homme politique américain
- John Franklin Jameson (1859-1937), historien américain
- John-Franklin Koenig (1924-2008), peintre américain

## Pseudonyme
- Franklin W. Dixon, pseudonyme de plusieurs auteurs de la série Les frères Hardy

## Personnages de fiction
- Franklin Clinton, personnage du jeu Grand Theft Auto V
- Franklin Harlock Jr., personnage de fiction, également connu comme Albator
- Franklin Mosely, personnage des jeux vidéo Gabriel Knight
- Franklin Richards, personnage de l'univers Marvel